# Arxiu Municipal d'Alacant
L'Arxiu Municipal d'Alacant és un arxiu que depèn institucionalment de l'Ajuntament d'Alacant. És l'encarregat de rebre, conservar i servir els documents relacionats amb la ciutat. L'arxiu té com a objectius difondre la història local a través de la consulta dels seus fons per investigadors i garantir la conservació adient dels expedients municipals.
L’arxiu es remunta a un estatut del rei Joan d'Aragó i de Castella, del 23 d'abril de 1459, quan l’escrivà de la Sala gestionava la documentació del Consell. El 1622 es va instal·lar a la Casa Capitular, però el bombardeig de 1691 va destruir part dels fons, salvant-se alguns documents enviats a Palma. El 1765, Vicente Segura va reorganitzar-lo segons criteris moderns. Fins al segle xx, l’arxiu va estar al Palau consistorial. El 1992 es va traslladar al Palau Maisonnave, rehabilitat per l’Ajuntament, on es va descobrir una necròpoli tardoromana que s'exhibeix sota un cristall a la sala de lectura.

## Fons

### Fons municipal
El fons històric propi de l'Arxiu Municipal es divideix actualment en les següents seccions:
- Pergamins.
- Mapes, plans, dibuixos i gravats.
- Cartells.
- Fogueres.
- Col·leccions fotogràfiques.

### Fons incorporat
A més del fons municipal l'Arxiu conserva un altre gran fons incorporat:
- Tractat de Jordi Joan i Santacília.[6] És un examen marítim teòricopràctic de tractat de mecànica aplicada a la construcció, coneixement i maneig dels navilis i altres embarcacions.[7]